# دهستان نقش رستم
دهستان نقش رستم نام دهستانی در بخش مرکزی شهرستان مرودشت، استان فارس در ایران است. براساس سرشماری مرکز آمار ایران در سال ۱۳۸۵، جمعیت آن ۱۳۷۳۷ نفر (۳۲۳۷ خانوار) بوده‌است.